# Mézy-sur-Seine
Mézy-sur-Seine là một xã thuộc tỉnh Yvelines, trong vùng Île-de-France, Pháp, khoảng 12 km về phía đông của Mantes-la-Jolie. Dân địa phương trong tiếng Pháp gọi là Méziacois.
Các xã giáp ranh: Juziers về phía tây, de Seraincourt và Oinville-sur-Montcient về phía bắc, Hardricourt về phía đông qua sông Seine, Mureaux và Flins-sur-Seine về phía nam.

## Người dân nổi tiếng
- Berthe Morisot, họa sĩ trường phái ấn tượng, sinh sống ở Mézy từ năm 1890 đến năm 1891.
- Elvire Popesco, nữ nghệ sĩ.
- Paul Poiret: thợ may.
- Albert Dubout: họa sĩ hài.